# Ръчен часовник
Ръчният часовник е личен часовник, който се носи на китката. Такъв часовник има каишка или верижка с която се закопчава на ръката. С развитието на технологиите, ръчните часовници освен да показват времето, могат да извършват и много други функции. Изработват се от стомана, титан, въглеродно влакно или висококачествена керамика. Могат да бъдат аналогови или цифрови.